# Acinia mallochi
Acinia mallochi är en tvåvingeart som beskrevs av Aczel 1958. Acinia mallochi ingår i släktet Acinia och familjen borrflugor. Inga underarter finns listade i Catalogue of Life.